# ويكيبيديا الفريزية الغربية
ويكيبيديا الفريزية الغربية (الفريزية الغربية:Frysktalige Wikipedy) هي النسخة الفريزية الغربية من موسوعة ويكيبيديا.

## الإحصائيات
| عدد المستخدمين المسجلين | عدد المستخدمين النشيطين | عدد المقالات | صفحات المحتوى | عدد التعديلات | عدد الملفات المرفوعة | عدد الإداريين |
| ----------------------- | ----------------------- | ------------ | ------------- | ------------- | -------------------- | ------------- |
| 53٬237                  | 75                      | 56٬845       | 171٬051       | 1٬193٬469     | 7٬485                | 7             |

## التقدم
- أنشئت المقالة رقم 100 في 8 نوفمبر 2003
- أنشئت المقالة رقم 2000 في 29 أكتوبر 2005
- أنشئت المقالة رقم 10000 في 21 ديسمبر 2008
- أنشئت المقالة رقم 15000 في 7 مارس 2010
- أنشئت المقالة رقم 20000 في 22 مايو 2011
- أنشئت المقالة رقم 25000 في 8 يونيو 2012